# عرفان ليوبيانكيتش
عرفان ليوبيانكيتش (26 نوفمبر 1952 - 28 مايو 1995) كان جراحًا للوجه وملحنًا موسيقيًا وسياسيًا ودبلوماسيًا بوسنيًا. شغل منصب وزير خارجية جمهورية البوسنة والهرسك من 30 أكتوبر 1993 حتى قتل في 28 مايو 1995 أثناء حرب البوسنة.

## السيرة الشخصية
وُلِد ليوبيانكيتش في بيخاتش، يوغوسلافيا، المدينة التي عاش فيها معظم حياته. تخرج من كلية الطب بجامعة بلغراد وأصبح طبيبا متخصصا في علاجات الأذن والأنف والحنجرة.
في عام 1990، عندما كانت البوسنة تستعد للانفصال عن يوغوسلافيا، تم انتخابه لعضوية البرلمان البوسني وأصبح عضوًا بارزًا في حزب العمل الديمقراطي الذي يهيمن عليه البوسنيون. ترك السياسة مؤقتًا في عام 1992 بعد بداية حرب البوسنة للعمل كطبيب في بيخاتش.
ظل ليوبيانكيتش طبيبا نشطا حتى أكتوبر 1993 عندما أصبح وزيرا للخارجية. سافر على نطاق واسع للمساعدة في الحصول على الدعم الدولي للبلاد. قبل وفاته بفترة وجيزة، مثل البوسنة والهرسك في الاحتفال بالذكرى الخمسين لنهاية الحرب العالمية الثانية في لندن في 1 مايو 1995.

## الوفاة
قُتل ليوبيانكيتش في 28 مايو 1995 عندما أُسقطت طائرته الهليكوبتر بصاروخ فوق سيتينجراد، وهي بلدة كرواتية بالقرب من الحدود البوسنية كانت تحت سيطرة المتمردين الصرب في ذلك الوقت. كان يسافر من بيخاتش إلى زغرب في مهمة حكومية. كما قتل ستة أشخاص آخرون على متن المروحية. كان ليوبيانكيتش متزوجًا ولديه طفلان.
بعد وفاة ليوبيانكيتش، ظهر المغني يوسف إسلام، صديقه، في حفل موسيقي عام 1997 في سراييفو وسجل ألبومًا مفيدًا باسم أغنية كتبها ليوبيانكيتش، «ليس لدي مدافع ذات رور».